# Палаццо Норманни
Палаццо Норманни (итал. Palazzo dei Normanni, дословно — «Норманнский дворец») или Палаццо Реале (итал. Palazzo Reale, дословно — «Королевский дворец») — бывшая резиденция сицилийских королей и вице-королей, расположенная на окраине исторической части Палермо. Самой известной частью дворца является Палатинская капелла.

## История строительства
Первые строения на месте Палаццо Норманни принадлежали финикийцам, затем здесь существовали древнеримские укрепления. В IX веке арабы, овладевшие Палермо в 875 году, основали на месте античных развалин свою крепость, известную как Дворец эмиров. В арабскую эпоху здание было одной из крепостей, контролировавших Палермо, а резиденция эмиров располагалась в самом городе — в нынешнем квартале Кальса.
В 1072 году норманны овладели Палермо, и Роберт Гвискар обустроил свою резиденцию во Дворце эмиров. Его племянник Рожер II превратил бывшую арабскую крепость в королевский дворец. При Рожере II к дворцу были пристроены четыре башни — Пизанская (или святой Нинфы), Красная (итал. Torre Rossa), Греческая и Джоария, при его сыне Вильгельме I Злом — башня Киримби. Из перечисленных башен до настоящего времени сохранилась только первая. При Рожере II во дворце была обустроена и освящена частная королевская часовня — Палатинская капелла.
Расцвет Норманнского дворца связан с именами внука Рожера II — Фридриха II, при котором дворец стал императорской резиденцией, и Манфреда. После гибели династии Гогенштауфенов Палермо утерял свой столичный статус, и вплоть до XVI века дворец был обычной крепостью. Большинство интерьеров эпохи Отвилей и Гогенштауфенов было утеряно.
С начала XVI века испанские вице-короли Сицилии поселились в Норманнском дворце. В течение XVI — XVII веков дворец был значительно расширен и перестроен. В 1616 году при вице-короле Вильене дворец обрёл новый парадный фасад, выходящий на нынешнюю Пьяцца Виктория. В 1581—1584 годах был обустроен изящный Фонтанный двор (итал. Cortile della Fontana), в 1598—1601 годах — обширный двор Македа, носящий имя ещё одного вице-короля. Северной стеной двора Македа стал южный фасад Палатинской капеллы. В 1735 году при короле Карле Бурбонском была сооружена монументальная лестница, соединившая двор Македа с королевскими покоями на третьем этаже.
Начиная с 1947 года, в Палаццо Норманни заседает Региональная ассамблея — парламент автономной области Сицилия. В настоящее время Палатинская капелла является музеем, а в определённые дни посетителей допускают и в парадные залы третьего этажа дворца.

## Основные достопримечательности

### Фасад
Западный и юго-западный фасады, выходящие на современную Пьяцца Индепенденца, сохранили свой первоначальный арабо-норманнский вид. С этих сторон дворец представляется крепостью, с маленькими окнами-бойницами. Единственным украшением являются типичный для арабо-норманнского стиля узор из ложных арок.
Из первоначальных башен дворца сохранилась только одна — Пизанская (итал. Torre Pisano) или святой Нинфы (итал. Torre di Santa Ninfa). Предположительно, именно в этой башне был заключён заговорщиками 9—11 марта 1161 года Вильгельм I Злой с семьёй. В 1791 году Джузеппе Пьяцци обустроил в башне университетскую астрономическую обсерваторию.
Юго-восточный фасад, выходящий на Пьяцца Виктория, представляет собой типичное ренессансное итальянское палаццо. Здесь находится основной вход в правительственные учреждения.

### Интерьеры
Самой известной частью дворца является Палатинская капелла. Помимо неё от норманнских времён сохранились ещё два помещения. Самым известным является зал Рожера, традиционно связываемый с именем Рожера II, но на самом деле исполненный в царствование его сына Вильгельма I Злого. Зал украшен роскошной золотой мозаикой на нетипичные для норманнской Сицилии светские темы, в основном здесь представлена охота. Среди пальм, апельсиновых и лимонных деревьев попарно изображены различные животные, в том числе львы и леопарды. В царствование Фридриха II в своде зала и малых арках появились имперские двуглавые орлы. Еще одно помещение — зал Оруженосцев — было случайно открыто во время реставрационных работ в начале XX века. В этом помещении находятся четыре вмурованных в пол кувшина — предположительно место, где сицилийские монархи хранили свою казну.
Из королевских апартаментов третьего этажа наиболее известен зал Геркулеса, плафон которого, изображающий вознесение Геркулеса, был исполнен местным художником Джузеппе Веласко.